# Xemaià

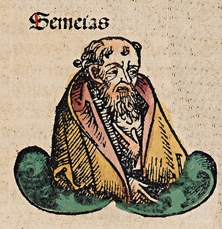
Representació de les "Cròniques de Nüremberg" (1493).

Xemaià (en hebreu שְׁמַעְיָה Schəma‘jāh) va ser un profeta hebreu col·laborador del rei Roboam (1 Reis 12: 22-24). Es venera com a sant en el calendari litúrgic de l'Església Ortodoxa Oriental el dia 8 de gener.
Segons el Primer llibre dels Reis i el Segon llibre de les Cròniques, la intervenció de Xemaià va impedir una guerra entre Roboam i Jeroboam quan aquest últim va revoltar les tribus del Nord per fundar el Regne d'Israel i es va separar de les tribus de Judà i Benjamí, seguidors de la Casa de David, que al seu torn van fundar el Regne de Judà. El Rei Roboam havia reunit 180.000 soldats per forçar les deu tribus rebels a sotmetre's a ell. Xemaià, que ja era conegut com a "home de Déu" pels hebreus, va transmetre les paraules de Jehovà: "aquest fet és obra meva", i recomanà que no hi havia d'haver confrontació entre les tribus germanes. Les paraules de Xemaià van ser obeïdes i els exèrcits van tornar a casa.
El Llibre de les Cròniques afirma que Xemaià va profetitzar la mort de Roboam a mans de Sheshonq, faraó d'Egipte.